# Werkfeuerwehr BASF

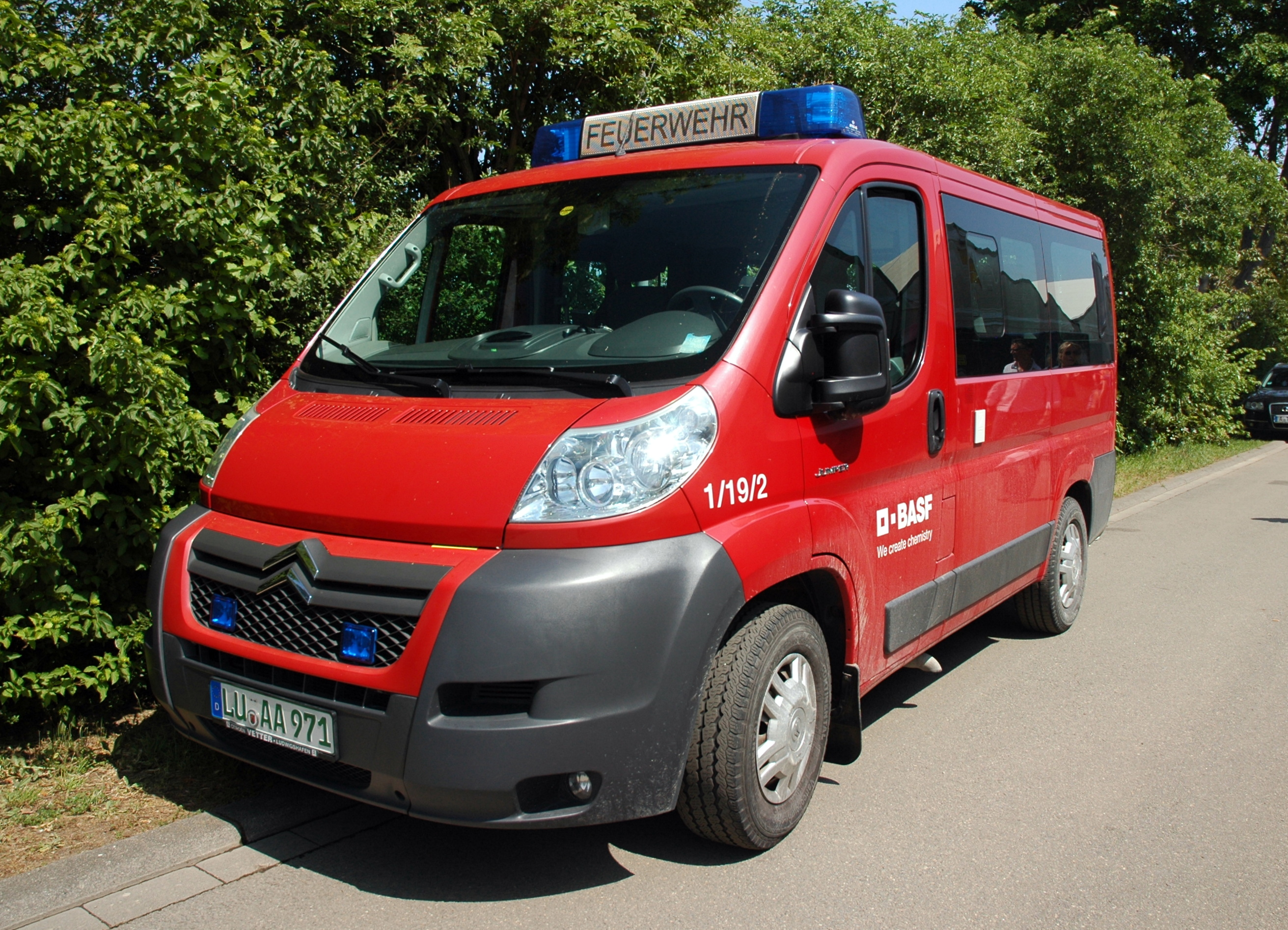
Citroën Jumper II der BASF

Die Werkfeuerwehr der BASF SE ist eine anerkannte Werkfeuerwehr. Sie stellt den Brandschutz auf dem größten zusammenhängenden Chemie-Areal der Welt, dem Werk Ludwigshafen der BASF-Gruppe und seinem Umfeld, sicher und ist unabhängig von der kommunalen Feuerwehr Ludwigshafen. Neben der Brandbekämpfung und technischen Hilfe ist sie besonders auch im Bereich des vorbeugenden Brand- und Gefahrenschutzes und der Gefahrstoffwehr tätig.
Sie stellt ihre Leistungen auch im Rahmen von TUIS und der Initiative ICE anderen Organisationen zur Verfügung.

## Aktive Feuerwehr
Die aktiven Feuerwehrangehörigen haben wie Berufsfeuerwehrleute entweder eine dem feuerwehrtechnischen Dienst dienliche Berufsausbildung oder ein technisches Studium absolviert. Anschließend wurden sie für den Feuerwehrdienst und besonders den Dienst in der Werkfeuerwehr ausgebildet. Neben ihrem alltäglichen Dienst müssen die Feuerwehrleute ständig Aus- und Fortbildungen besuchen, um mit dem ständigen Wandel der Technik Schritt halten zu können. Jährlich wird eine Großschadensalarmübung durchgeführt.
Lediglich drei Prozent ihrer Arbeitszeit verbringen die Feuerwehrleute mit der Bekämpfung von Bränden, der weitaus größere Teil nimmt die Gefahrenvorbeugung, Beratung und Ausbildung ein. Die Werkfeuerwehr ist deshalb im Rahmen des vorbeugenden Brandschutzes auch beim Bau und der Planung neuer Anlagen stets involviert. Sie legt Sicherheitsabstände zu anderen Gebäuden fest, prüft die zu verwendenden Baumaterialien auf ihre Sicherheit, legt Brandabschnitte fest und kontrolliert die künftige Lage neuer Anlagen in Bezug auf den besten Anfahrtsweg für die Einsatzfahrzeuge.
Bei dem Unfall bei BASF in Ludwigshafen 2016 im Nordhafen starben vier Feuerwehrleute der Werkfeuerwehr im Einsatz. Im September 2017 starb ein fünfter Mitarbeiter der BASF-Werkfeuerwehr an seinen Verletzungen. Zudem wurde ein polnischer Matrose eines Tankschiffs getötet und fast 30 Menschen verletzt.

## Jugendarbeit
Während früher Schulklassen und Kindergärten auf eigene Initiative die Werkfeuerwehr besuchten, ist es heute vielmehr nötig selbst auf die Verantwortlichen zuzugehen. Mit für Kinder geschnittenen Kleidern aus der eigenen Schneiderei der Werkfeuerwehr, kleinen Helmen und viel Technik versucht speziell geschultes Personal den Kindern das Thema Brandschutz näher zu bringen. Sie bietet auch Führungen an und versucht die Öffentlichkeit in ihre Arbeit mit einzubeziehen.
Außerdem besteht bei der BASF auch eine Jugendfeuerwehr.

## Gefahrenabwehr-Management
Die Werkfeuerwehr der BASF stellt ihr Können im Rahmen der Initiative Responsible Care der chemischen Industrie weltweit zur Verfügung. Responsible Care ist ein im Jahr 2001 gegründetes Kompetenzzentrum, dessen Handlungsfeld auch besonders die Gefahrenabwehr (Emergency Response) umfasst.
Emergency Response ist eine weltweit operierende Expertengruppe für den Ausbau des Gefahrenabwehr-Managements der BASF, deren Leitung und Koordination der Werkfeuerwehr in Ludwigshafen obliegt. Gegenstand dieses Managements sind aber nicht nur die Gruppengesellschaften und Joint Ventures, sondern auch Zulieferer, Kunden, Nachbarunternehmen, Städte und Gemeinden im Umfeld der BASF. Es umfasst dabei vier Ebenen, die je nach Größe des Vorkommnisses tätig werden:
1. auf Standortebene existiert ein Störungsmanagement,
2. auf Landesebene existieren in Ländern mit großen Produktionsstandorten Teams für ein Störungs- und Krisenmanagement,
3. auf Kontinentalebene existieren ebenfalls solche Teams in Europa, Nord- und Südamerika, sowie Asien,
4. auf globaler Ebene steht eine Krisenmanagement-Unterstützung in Ludwigshafen bereit.

Die Unterstützung der BASF-Gefahrenabwehr ist dabei über ein Netz von Notfalltelefonen ständig erreichbar. Dies wird unter anderem auch durch weltweiten Verbund von ECCs ermöglicht, die bereits selbst Hilfe bieten können. Diese befinden sich an den BASF-Standorten in Mount Olive (New Jersey/USA), Guaratinguetá (Brasilien), Antwerpen (Belgien), Jersey (USA), Seal Sands (Großbritannien), Schwarzheide (Deutschland), Tarragona (Spanien), Shanghai (China), Kuatan (Malaysia) und Ludwigshafen am Rhein.

## Dienstleistungen
Die Werkfeuerwehr ist auch außerhalb des Betriebsgeländes tätig, wenn sie im Werk nicht benötigt wird. So wird sie von Drittunternehmen für den Brandschutz derer Anlagen verpflichtet, wird beratend tätig, arbeitet Brandschutzkonzepte aus, bietet Lehrgänge und Seminare auch für kommunale Feuerwehren an, prüft und repariert Feuerwehrausrüstungsgegenstände, wird selbst helfend tätig oder unterstützt bei Bedarf auch die Produktion.

### ICE und ERIC
Das International Chemical Environment (ICE) wird vom Europäischen Chemieverband (CEFIC) in Brüssel koordiniert. Es handelt sich hierbei um ein europäisches Programm zur Sicherheit bei Chemietransporten zu Land und zu Wasser. ICE hat 13 Niederlassungen, die europaweit verstreut sind und denen 900 Unternehmen angehören. Hier hat die BASF Werkfeuerwehr in der Installation eines Rat- und Hilfeleistungssystem bei Transportunfällen mehrere Patenschaften übernommen.
1996 wurde bei einer internationalen Konferenz durch die BASF ERIC vorgestellt. ERIC bedeutet Emergency Response Intervention Cards, dabei handelt es sich um einen Kartensatz (220 Stück pro Set) mit Informationen über Chemikalien und den Umgang mit ihnen im Falle eines Unfalls. Diese werden allen bei der Gefahrenabwehr beteiligten Organisationen zur Verfügung gestellt und sind unter anderem im Internet abrufbar.

## ERI-Center
Das ERI-Center ist die Notfall-, Hilfs- und Informations-Zentrale, die Leitstelle, der Werkfeuerwehr BASF. Es ist in der Feuerwache Süd untergebracht und ständig mit 16 Disponenten im 4-Schicht-Dienst besetzt. Es ist komplett mit Computern ausgestattet, die sich der Leitstellensoftware ELDIS bedienen, welche von der BASF-Werkfeuerwehr und der Firma Eurofunk Kappacher entwickelt wurde. Bei einem Systemausfall kann das ERI-Center aber auch wie herkömmliche Leitstellen manuell betrieben werden und die ständige und gleichzeitige Überwachung der 350 angeschlossenen Produktionsbetriebe auf dem Ludwigshafener Gelände aufrechterhalten. Daneben kann das ERI-Center auch Einsätze außerhalb des Werksgeländes koordinieren.

## Gefahrenvorbeugung
Vorbeugender Brandschutz wird bei der BASF seit 1897 betrieben. Damals wurden überall auf dem Werksgelände Feuerlöscher aufgestellt. Seit 1912, ein Jahr vor Gründung der Werkfeuerwehr, wurden die neuen Hand-Pulverlöscher, die gerade auf den Markt kamen, auf dem Werksgelände verteilt.
Heute kommt im Bereich des vorbeugenden Brandschutzes vor allem moderne Technik zum Einsatz. So wird das Werksgelände ständig von rund 20.000 Sensoren überwacht, die an 500 Brandmeldeanlagen angeschlossen sind. Zur Brandbekämpfung existieren vor allem halbstationäre Löschanlagen, das sind Löschanlagen, welche das Löschmittel auf den Brandherd geben. Dieses muss jedoch von der Feuerwehr antransportiert werden, welche auch die notwendigen Aggregate mitbringt.
Die Werkfeuerwehr hat eine Gruppe gegründet, welche die Erstellung und Verbesserung der rund 140 Gefahrenabwehrpläne und der Werksalarmpläne für die 350 ansässigen Betriebe abdeckt. Diese stellt ihre Leistungen auch für externe Kunden in Form von maßgeschneiderten Lösungen oder Seminaren zur Verfügung.

## Fahrzeuge
Der Fuhrpark umfasst aktuell 46 Fahrzeuge zur Brandbekämpfung, Gefahrenabwehr und technischen Hilfeleistung. Der Funkrufname setzt sich aus der Kennung „Florian Anilin“ und der dem Fahrzeug entsprechenden Kennziffer zusammen.

### Einsatzleitwagen 1
Die Einsatzleitwagen 1 sind in Form eines VW T5 aufgebaut und unterscheiden sich nicht wesentlich von einem herkömmlichen Einsatzleitwagen. Er dient dem Einsatzleiter als Fahrzeug zur Anfahrt der Einsatzstelle, zur Führung eines Zuges, Erkundung der Unfallstelle, Kommunikation und als Führungsfahrzeug im Rahmen der TUIS-Einsätze.

### Einsatzleitwagen 2
Der 11 Meter lange, 3,30 Meter hohe, 18 Tonnen schwere und 270 PS starke Einsatzleitwagen 2 der Werkfeuerwehr BASF ist das fahrbare Pendant zum ERI-Center. Technisch handelt es sich um einen Klon desselben, der von nur zwei Personen bewegt und bedient werden kann. Er beherbergt in seinem inneren einen Besprechungsraum für bis zu zehn Personen. Damit handelt es sich um einen Einsatzleitwagen 2 größter Bauart.

### Niederflur-Tanklöschfahrzeug
Das Niederflurtanklöschfahrzeug kann eine Staffel aufnehmen und bildet somit eine selbstständige taktische Einheit die vor allem zur Brandbekämpfung, Wasserförderung und technischen Hilfe kleineren Umfangs verwendet wird. Das Tanklöschfahrzeug verfügt über eine Feuerlöschkreiselpumpe mit einer Förderleistung von 5000 l/min. Diese Wassermenge wird auf sechs B - Druckabgänge verteilt, von denen zwei als Schnellangriffseinheiten konzipiert sind. Das Wasser wird der Pumpe über einen A- und einen F-Eingang zugeführt, was dank einer Doppelkolbenentlüfterpumpe auch im Saugbetrieb geschehen kann.
Mit 1000 Liter Wasser hat das Tanklöschfahrzeug einen vergleichsweise kleinen Tank, welcher durch einen 1800 Liter fassenden Schaummitteltank erweitert wird. Das Schaummittel kann über einen Pumpenvormischer dem Löschwasser zugeführt werden.

### Schaumlöschfahrzeug 1
Das 25 t schwere Schaumlöschfahrzeug wird von zwei Einsatzkräften besetzt. Sein Einsatzbereich liegt vor allem in der Bekämpfung von Flüssigkeitsbränden und der Emissionsminderung bei Leckagen. Daneben können über eine Feuerlöschkreiselpumpe FP 40/8 zwei weitere Löschfahrzeuge mit Schaummittel versorgt werden, während das Fahrzeug selbst stationäre Löschanlagen mit Löschmittel bedient. Das Fahrzeug eignet sich aber auch zur Löschwasserförderung oder als Löschwasserzubringerfahrzeug.
Mit einer zweistufigen Feuerlöschkreiselpumpe FP 80/10 mit einer Förderleistung von 8000 l/min verfügt das Fahrzeug über eine leistungsfähige Feuerspritze. Diese wird über vier A-Eingänge mit Wasser versorgt und kann dieses auf acht B-Druckabgänge verteilen. Kernstück des Fahrzeugs ist ein 9000 l fassender Schaummitteltank, an welchen zwei Schaummittelpumpen mit einer Förderleistung von je 550 l/min angeschlossen sind. Diese können unter anderem die an jedem Druckabgang installierten Zumischer bedienen.

### Rüstwagen TUIS
Der 9,85 Meter lange und 4 Meter hohe Rüstwagen TUIS ist das schwerste Rüstfahrzeug in Deutschland. Es ist zur Bewältigung nahezu aller Unfälle mit und ohne Gefahrstoffbeteiligung in der Lage und dient somit als Stütze für alle TUIS-Einsätze. Es verfügt unter anderem über einen 75-kVA-Einbaugenerator, einen sechs Meter langen auf dem Dach montierten Lichtmast mit sechs 1500-W-Flutlichtscheinwerfern, über eine 80-kN-Seilwinde und eine umfangreiche Beladung zur technischen Hilfeleistung.

### Teleskopmast
Der 26 t schwere Teleskopmast ist ein Hubrettungsfahrzeug, welches von zwei Feuerwehrleuten besetzt wird. Er erreicht Höhen von 32 m und kann 400 kg in seinen Rettungskorb aufnehmen. Darüber hinaus können durch die fahrzeugeigene Pumpe wahlweise 2000 oder 4000 l/min über das Wenderohr im Rettungskorb abgegeben werden. Dieser ist auch zum Heben von Lasten geeignet und verfügt über eine fest installierte Atemluftleitung. Weiterhin ist ein 10-kVA-Stromgenerator in das Fahrzeug eingebaut.

### Williams Wasserwerfer
Für langwierige Einsätze verfügt die Feuerwehr über einen schweren Wasserwerfer. Dieser kann bis zu 25.000 l/min 80 m weit katapultieren. Das Herstellen seiner Betriebsbereitschaft kostet jedoch zwischen 30 und 45 Minuten. Dieser wird hauptsächlich für die Tankbrandbekämpfung eingesetzt, beispielsweise um den Tankdeckel mit Schaum zu fluten.

### Turbolöscher
Der Turbolöscher ist inzwischen das bekannteste Fahrzeug der Werkfeuerwehr der BASF. Es handelt sich hierbei um ein Aerosollöschfahrzeug, welches bis zu 7000 l Wasser/min vernebeln und bis zu 120 m weit sprühen kann. So kann ein Flüssigkeitsbrand von 300 m³ innerhalb einer Minute gelöscht werden, was den Turbolöscher zu einem der effektivsten landgebundenen Löschfahrzeuge der Welt macht. Daneben kann der Turbolöscher aber auch zum Auswaschen von giftigen Substanzen aus der Luft, zur Kühlung von Industrieanlagen oder zur Belüftung von Tunneln eingesetzt werden. Die Werkfeuerwehr BASF setzt inzwischen zwei dieser Fahrzeuge ein.

### Gerätewagen Atemschutz
Der Gerätewagen Atemschutz entspricht weitgehend dem Fahrzeug, welches von öffentlichen Feuerwehren ebenfalls unter diesem Namen eingesetzt wird. Er stellt den Nachschub an Atemschutzgeräten bei längeren Einsätzen sicher, hat die nötige Ausrüstung zur Aufspürung von Schadstoffen in der Luft und eine umfangreiche Ausrüstung für den Atem- und Körperschutz an Bord.

### Wechselladerfahrzeug
Auch die Werkfeuerwehr BASF betreibt ein Wechselladerprogramm. Diese von zwei Personen besetzten Fahrzeuge rücken im erweiterten Zug aus und transportieren vor allem das auf verschiedenen Wechselbrücken verlastete feuerwehrtechnische Gerät. Zurzeit existieren fünf Wechselbrücken: Bindemittel, Aufgleismaterial, Wasserwehr, Dekon und Schlauch.

### Manipulator
Der Manipulator, ein kleiner ferngesteuerter Roboter mit dem Namen „ROBI“ wird bei besonders gefährlichen Einsätzen aktiviert. Der Roboter, welcher auch Treppen steigen und dank seiner kompakten Bauweise unter Fahrzeuge gelangen kann, ist vielfältig einsetzbar:
Der Manipulator kann:
- Personen suchen, dank seiner Wärmebildkamera auch in verrauchten und abgedunkelten Räumen
- Schadstoffmessungen durchführen
- unter Druck stehende Behälter, Reaktoren oder Fässer entlasten
- Stoffe und Gegenstände bergen
- verschiedene Absperreinrichtungen, wie Schieber und Ventile betätigen
- Leckagen abdichten
- mechanische Verbindungen öffnen, schließen und nachziehen
- Metall bearbeiten
- Proben entnehmen
- Stopperflüssigkeit einbringen
- sich auch in Säure-, Lauge- und Lösungsmittellachen bewegen.

### Mobile Chlor-Absorptionsanlage
Die Wehr verfügt über eine Chlorabsorptionsanlage, welche TUIS gehört. Diese kann bei Leckagen in Betrieben oder Transportbehältern ausströmende Gase absaugen und waschen. Die Anlage ist dabei so kompakt gebaut, dass sie per Lkw, Bahn oder Hubschrauber transportiert werden kann.